# レ・ロマネスク

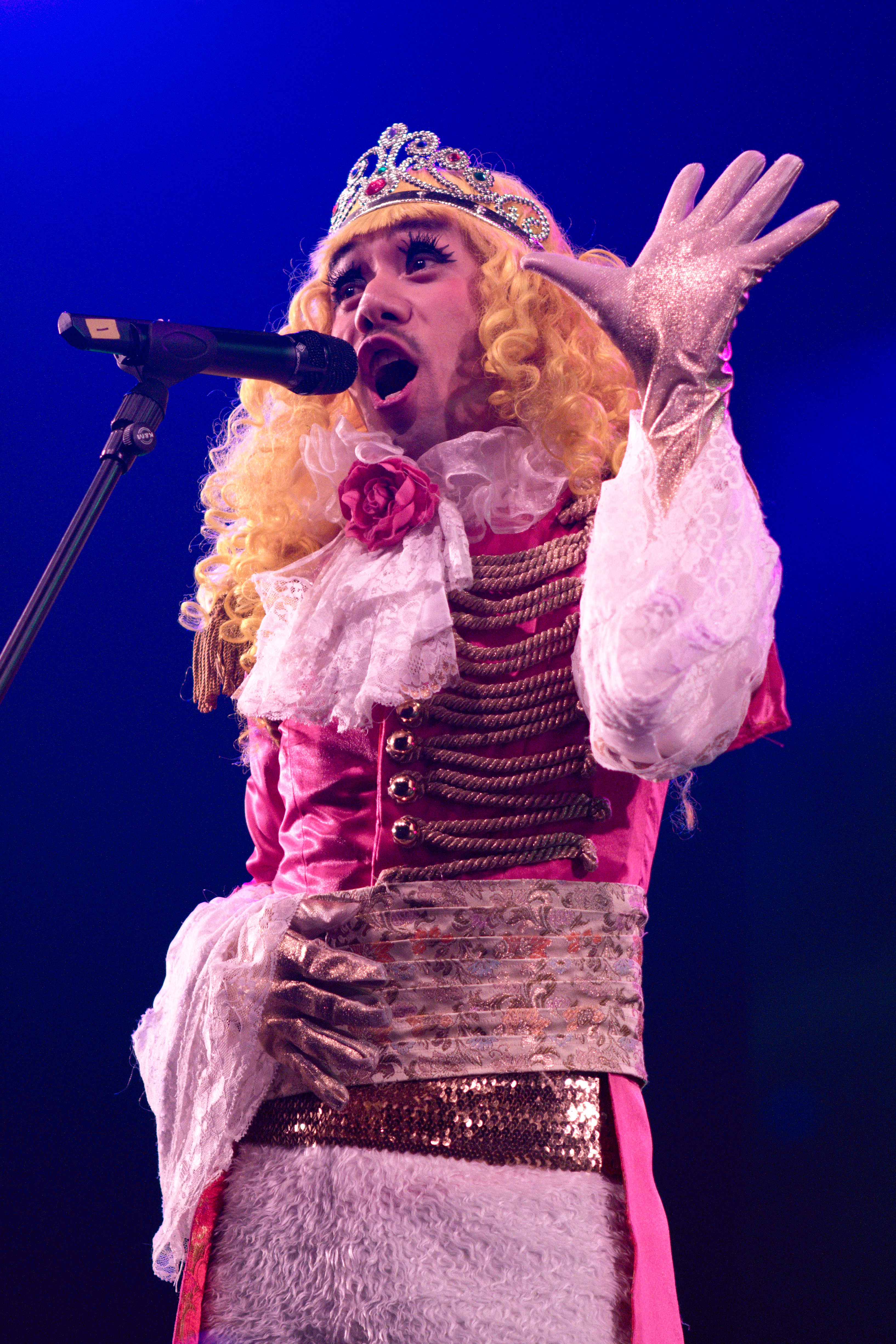
Les Romanesques 20110703 Japan Expo 05

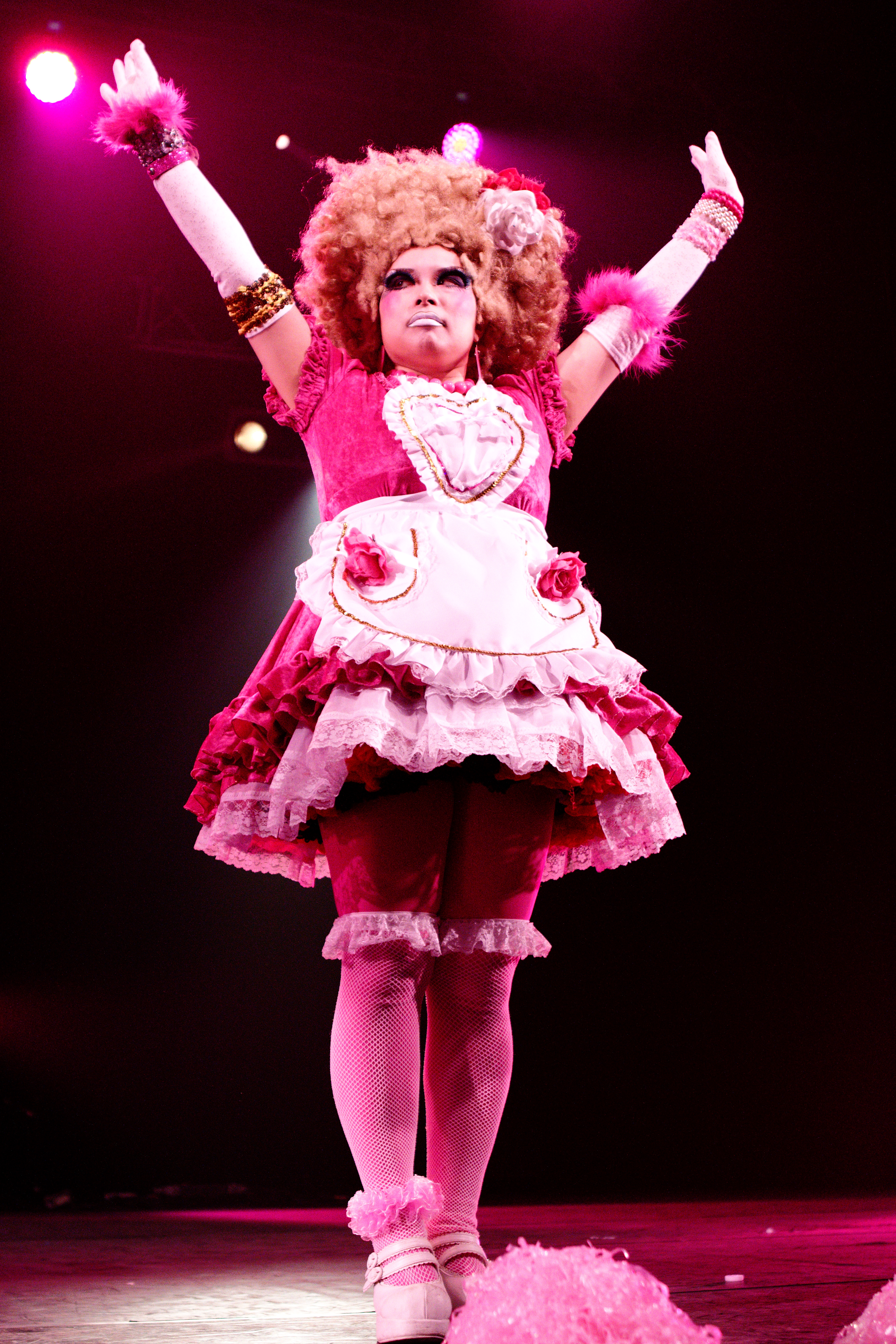
Les Romanesques 20110703 Japan Expo 01

レ・ロマネスク（Les Romanesques）は、TOBIとMIYAにより、2000年フランスのパリで結成されたボーカル音楽ユニット。欧州のクラブシーンやフェスティバルで人気を集め、2008年春夏パリ・コレクションでのライブをきっかけに、世界13カ国50都市以上で公演を行う。パリ在住12年後、フジロックフェスティバル出演を機に日本へ帰国。NHK Eテレ『お伝と伝じろう』（おつたとでんじろう）のメインキャストを務めるなど、現在は東京を拠点に活動している。レ・ロマネスクのファンを『ファンヌ』と呼ぶ。

## メンバー
- TOBI（トビー）- メインボーカル

3月1日生まれ。広島県出身。修道高等学校を経て、慶應義塾大学経済学部卒業。作詞・作曲・振付を主に担当。大学卒業後サラリーマンとして入社する会社が次々倒産し、フランスへ渡る。理由は「一番興味のない国でリセットするため」。泥酔したときに頼まれて人前で歌うことになり、それが現在まで続いている。*それらについては書籍「レ・ロマネスクTOBIのひどい目」に詳しい。活動当初、頭に載せた王冠とティアラはクイーンとプリンス、メイクはマイケル・ジャクソン、衣装はビートルズのサージェント・ペパーズ・ロンリー・ハーツ・クラブ・バンド、黄色の巻き毛はマーク・ボランと宝塚歌劇団へのリスペクトをそれぞれ表していた。2011年より日本での呼称を海外での活動名TOBIに統一した。音楽活動と併行して、俳優・文筆家・振付師・ラジオパーソナリティなどの活動も精力的におこなっている。TOBIのソロ活動についてはレ・ロマネスクTOBIの項を参照。
- MIYA（ミーヤ）- ボーカル、ギター、コーラス、ダンス、チアリーディング・チアダンス

4月4日生まれ。群馬県出身。早稲田大学人間科学部卒業。衣装や小道具などビジュアル面を主に担当。ドラァグクイーン風のオリジナル女装メイクに金髪の巨大アフロがトレードマーク。女装した男性と間違えられることがあるが女性である（要するに女装の女性）。卒論のテーマは「笑いと健康」。大学卒業後に音楽療法などを勉強するためにフランスに渡る。TOBIに「何もしゃべらなくていいから手伝って」と頼まれてステージに立つことになり、それが現在まで続いている。「お手伝い」ということでメイド姿だった。2011年より日本での呼称を海外での活動名MIYAに統一した。2019年には、ソロボーカルの曲をリリースした。

## 概要
2000年10月にパリでデュオ結成、初ライブ。
パリのクラブシーンやフェスティバルでのパフォーマンスのほか、精力的に地方都市でのライブ（マルセイユ、ボルドー、ナントほか20都市）を行う。
2006年〜2011年、映画「男と女」の歌手ピエール・バルーにパフォーマンスを気に入られてバルー宅で一緒に暮らすことになる。きっかけとなったパフォーマンスを披露した時に着ていた衣装の色がピンクだったためラッキーカラーとしてレ・ロマネスクの衣装はピンクが定番となる。
2008年パリコレでのライブをきっかけにファッションピープルたちのクチコミで世界中に噂が広がり、これまでに13カ国50都市以上でライブを行った。
2009年12月にフランスの人気TV番組『La France a un incroyable talent』に出演した映像がYouTubeのフランス国内再生回数1位、世界4位を記録（現在動画は削除されている）。
2010年6月には第8回パリシネマ国際映画祭 (Festival Paris Cinéma) の公式マスコットに選ばれ、女優ジェーン・フォンダとともに広報大使を務めるなど、フランスで「最も知られた日本人」となった。
2011年6月にはフランスで5曲入りのオリジナルCD「Dandysme!」をリリース。
2011年7月にはフランスで開催された第12回Japan Expoに出演、観客8000人のホールにてライブを行い、フジロックフェスティバルへの出演を機に日本へ活動の拠点を移す。
2012年7月にはワールド・ハピネス前夜祭出演。
2013年1月に世界111カ国のiTunes Store（一部の国でAmazon MP3も）で楽曲の配信を開始。
2013年4月より毎週月曜日NHK Eテレ「お伝と伝じろう」（おつたとでんじろう）のメインキャストに抜擢され、主題歌「伝わレレレ」（作詞・作曲・振付）を担当。
2014年10月には同年夏に3カ月連続配信で発表したシングルをすべて収録したマキシシングル「祝っていた/蚊〜〜〜/津の女」を発表、彼らにとって初の日本語音源のCD化となった。
2015年6月には扶桑社からこれまでの活動記録をまとめたアーティスト本「ジュテームのコリーダ」を出版した（書籍としては2018年販売終了、電子版のみAmazon等で販売）。YATSUI FESTIVALに連続出場（〜2018年）。
2016年1月にはNHK「MUSIC JAPAN」の『NEW GENERATION特集』の「今後のミュージックシーンを面白くしてくれるであろう10組」の内の一組として出演。
2016年4月には日本国際ボランティアセンターとのコラボレーションとして『TiQNoKo』リリース。
2016年9月には渋谷ヒカリエにてiPhoneアプリを使用した観客もアーティストも無音の『第0回ヘッドホンコンサート』を開催。
2017年1月よりキスケ株式会社のCMに出演（CMソングは「祝っていた」の歌詞をアミューズメント施設の説明に置き換えたもの。愛媛のみ放送）。
2017年2月よりTOBIが「いしかわ観光特使」に任命される。フランス・トゥールにて開催されたJapan Tours Festivalにゲスト出演。
2017年4月よりRBCiラジオにてレギュラー番組『レ・ロマネスクTOBIのめんそ～レレレ!』（毎週火曜23：00～）スタート。
2017年8月には岩下の新生姜ミュージアムにてライブ開催。同ミュージアムでのライブ動員数歴代トップを獲得（2017年8月11日現在）。
2017年10月にはアルバム『レ・ロマテラピー 』がリリースされる。1stフルアルバムにして事実上のベスト・アルバム。
同月には演歌歌手 飛鳥とも美に楽曲提供した『津の女』がリリースされる。
2017年12月にはTOBIが高泉淳子が主演する舞台『移動レストラン ア・ラ・カルト』に服部自由蔵役として出演。
2018年9月よりTOBIが芸能事務所キューブ 所属となる。ほぼ日刊イトイ新聞で連載されていた『レ・ロマネスク TOBIのひどい目。』を青幻舎より書籍化（著者：TOBI、奥野武範/ISBN 978-4861526947）。
2018年12月にはTOBIが高泉淳子が主演する舞台『移動レストラン ア・ラ・カルト』に鶴岡正義役として出演。
2019年2月には絶版となっていたアーティスト本「ジュテームのコリーダ」（扶桑社）がAmazonにて ペーパーバック （注文後に印刷・製本、CDは付属しない）という形で再販。（引き続き楽天ブックス、Kindle、honto等では電子書籍として販売）。フランス・トゥールにて開催されたJapan Tours Festivalにゲスト出演。
2019年7月にはセカンド・アルバム『レ・ロマボリューション 』がリリースされる。
2019年11月から2020年1月はTOBIがブロードウェイミュージカル『ウエスト・サイド・ストーリー』［日本キャスト版］Season1にグラッドハンド役として出演。

2019年12月にはTOBIが高泉淳子が主演する舞台『僕のフレンチ』に出演。
2020年5月3日より『BAR諸行無常』というタイトルでTOBIがバータテンダーに扮してトークする音声コンテンツをNote より配信。（翌週より土曜日更新）
2020年9月6日より放送の『仮面ライダーセイバー』でTOBIが謎のストーリーテラー・タッセル役でレギュラー出演。
2020年10月3日より公開の石井裕也監督作品『生きちゃった』にレ・ロマネスク本人役として出演。
2020年10月24日から26日には結成20周年記念リサイタルを築地本願寺の墓所である和田堀廟所（東京都杉並区）の本堂にて、無観客リサイタルの模様を、三日間連続YouTubeLIVEで無料配信した。
2020年12月23日から2021年1月22日まで『築地本願寺の墓所で2万人の聴衆(故人)を相手に開催した生演奏コンサートの映像を各地でプロジェクションしたい』というクラウドファンディングを企画し達成率208%を記録する。
2021年3月1日にTOBIの初めての小説作品『七面鳥 山、父、子、山』をリトルモアから出版。
2022年7月にはキングレコードのキッズソングレーベル『すくいく』からメジャー・デビューとなるアルバム『発見トレビアン!～とてもいい、自由研究のヒント～ 』をリリース。
2022年8月にはMIYAが出身地である桐生市の「桐生ふるさと大使」に就任する。
2025年7月にはFUJIROCK FESTIVAL'25 に出場した。

## 主な出演番組（テレビ・ラジオ）
現在放送（再放送）中の番組
テレビ
- NHK Eテレ『お伝と伝じろう』（2013年- ）伝じろう (TOBI)、お伝 (MIYA)

ラジオ
- NHKラジオ第1『ちきゅうラジオ』（2023年4月- ）日曜担当メインMC（TOBI）

これまでに放送された番組
フランス
- M6 -『La France a un incroyable talent』
- ARTE -『Juke Box Memories』、『Die Nacht - La Nuit』
- Canal+ -『Le Petit Journal』
- France 4 -『Les Agités du bocal』
- Paris Première - 『Paris Dernière』
- Virgin 17 -『Baffie!』
- Nolife -『101%』、『Tokyo Café』
- France Culture -『Minuit dix』
- Radio Nova -『Nuits Zébrées』
- Europe 1 -『Baffie!』
- Radio Campus Paris -『La chambre à air』
- 特撮映画『フランスファイブ』-カマキリ妖怪Agony役 (TOBI) エピソード4挿入歌「愛の定理」提供。

日本
テレビ
- NHK Eテレ『シャキーン!』『テストの花道 ニューベンゼミ』[注釈 7]
- NHK『ワンセグ☆ふぁんみ』[注釈 8]『MJ』[注釈 9]『ホットぐんま640』[30]
- テレビ朝日系列『モーニングバード!』[注釈 10]『陸海空 地球征服するなんて』 [注釈 11]『激レアさんを連れてきた。』 [注釈 12]『仮面ライダーセイバー』レギュラー - タッセル 役[31]
- TBS系列『あらびき団』[32]『ひるおび』『知っとこ!』[注釈 13]『ゴゴスマ』[注釈 14]『白熱ライブ ビビット』[33]フジテレビ系列 - 『みんなのニュース』[注釈 15]『その顔が見てみたい』[注釈 16]『FNNスピーク』『BACK-UP!』
- 日本テレビ系列『世界まる見え!テレビ特捜部』[注釈 17]『NNN Newsリアルタイム』
- テレビ東京系列『世界を変える100人の日本人! JAPAN☆ALLSTARS』『ドラマパラビびしょ濡れ探偵 水野羽衣』第11話 - 鷺沼役 (TOBI)[注釈 18][34]
- テレビ神奈川『1230アッと!!ハマランチョ』[注釈 19]
- テレビ金沢『となりのテレ金ちゃん』[35]
- 広島ホームテレビ『H♪LINE』[36]『ココ!ブランニュー』[注釈 20]『みみよりライブ 5up!』[注釈 21]
- 沖縄テレビ『Hi-Pu-Hop!ひーぷー☆ホップ』[注釈 22]
- 琉球放送『沖縄BON!!』[注釈 23][37]『夜ふかしマングローブ』[38]『Aランチ』[注釈 24]
- 琉球朝日放送『十時茶まで待てない』[注釈 25][39]『#ハピイレ』[注釈 26]

ラジオ
- NHKラジオ第1『すっぴん!』 [注釈 27]『ちきゅうラジオ』（「トビー博士の地球の音」 コーナーレギュラー→2022年12月よりコーナー名変更「TOBIと麻美子の地球ありがオト!」→2023年4月よりちきゅうラジオ日曜メインMCに就任、コーナーは存続）[40][41][注釈 28]
- J-WAVE『HELLO WORLD』[42]『GOLD RUSH』[43]『TRUME TIME AND TIDE』[44]
- JFN系列 - 『ON THE PLANET』[45][46]
- ニッポン放送『土屋礼央 レオなるど』[注釈 29][47][48][49]『ミュ〜コミプラス』[50][51][52][53][54]『世界ぐるっとカフェトーク』[55]『ラジオビバリー昼ズ』[56]
- ニッポン放送・ラジオ大阪・東海ラジオ放送『元気のみなもトーク』[注釈 30]
- 文化放送『スタートゲート』[57][58][59]『らくごのデンパ』[60][61]『くにまるジャパン 極』[62]
- MBSラジオ『松井愛のすこ～し愛して♡』[63][64][注釈 31][注釈 32]『森たけしのスカタンラジオ』『ヤマヒロのぴかッとモーニング』
- ABCラジオ『横山太一のピカイチ☆ブランチ!!』[65]
- エフエム京都『KYOTO AIR LOUNGE』[注釈 33]『α-DAYLIGHT CALL』[注釈 34]『SUNNYSIDE BALCONY』[66]『CHUMMY TRAIN』[67][68]
- Kiss FM KOBE『TOOTH TOOTH SOLEIL』[69][70][71][72]『Kiss MUSIC PRESENTER』[73]
- エフエム石川『Ciao!』[注釈 35]
- 北陸放送『Twin Wave 940』[注釈 36]
- 北陸放送『MROラジオまつり』[74]『おいね★どいね』[注釈 37][注釈 38]
- RBCiラジオ『MUSIC SHOWER Plus+』『レ・ロマネスクTOBIのめんそ～レレレ！』
- ラジオ沖縄『ハルサーミュージシャン アイモコの音楽農園』[注釈 39]
- エフエム沖縄『SH＠RE TIME』[注釈 40]『Fine!』[注釈 41]『ゴールデンアワースペシャル』[注釈 42]
- エフエム群馬『POTLUCK』[注釈 43]
- エフエム世田谷『劇ナビ』[注釈 44]『アフタヌーン・パラダイス』[75][76]『カイロスの接吻』[注釈 45]

その他
- ベネッセコーポレーション- こどもちゃれんじ『ほっぷ』ひらがなであそぼう−もじもじいさん役（TOBI）[77]
- モーリーファンタジー-YouTube ララちゃんTV -『ララちゃんとレレさん』シリーズ-レレさん (TOBI)、リリィさん (MIYA)[78][注釈 46]
- Note –『BAR諸行無常』TOBIがバータテンダーに扮してトークする音声コンテンツの配信を2020年5月3日（日）より始める。翌週より土曜日更新。

TOBIが振付師として参加した番組
- NHK Eテレ『エイエイGO!』『で〜きた』（振付および主題歌・作詞作曲）[79]『メディアタイムズ』（振付および作詞作曲）[80]

MIYAがナレーターとして出演した番組
- NHK Eテレ『はりきり体育ノ介』[注釈 47]

## CM
レ・ロマネスク
- パリシネマ - 第八回パリ国際映画祭（Festival Paris Cinéma）広報大使、マスコットキャラクター[4][5]
- AJINOMOTO - 欧州限定発売 OYAKATA NOODLES（親方ラーメン）イメージキャラクター
- キスケ株式会社- キスケ応縁大使[11][12]
- テレビ金沢 - おもてなし研究所／もてラボ[81]

TOBI
- DeNA -『三国志ロワイヤル』ナレーション
- エステー化学 -『Air Wash』出演・ナレーション
- MAZDA FRANCE - WEB CM『買物ダイエット編』『カラオケダイエット編』
- H.I.S. FRANCE

MIYA
- MAZDA FRANCE - WEB CM『春巻ダイエット編』『ケータイダイエット編』
- 京子食品 -『和食の真髄シリーズ』メインキャラクター WEB CM レギュラー

## 新聞・雑誌掲載
- 早稲田学報 1222号（2017年4月号）特集：JAPANESE POPULAR CULTURE (MIYA)[82]
- 読売新聞-著者来店 2019年1月20日（日）掲載 (TOBI)[83]
- ふらんす -『レ・ロマネスクTOBIのジュ・ヌ・パルル・パ・フランセ』白水社より刊行されている雑誌ふらんすにて2019年4月号から2020年3月号まで連載。

## 映画
映画『生きちゃった』石井裕也監督

## ディスコグラフィー

### フランス

#### シングル
- J'ai 17 ans ミュージック・ビデオのみ
- Mademoiseeelle! ミュージック・ビデオのみ
- BLANC NEIGE（白雪王子）(2005) 自主制作、現在廃盤
- NOIR NEIGE（黒雪王子）(2005) 自主制作、現在廃盤
- Yokozuna - The King Of Sumotori (2008)

「Mademoiseeelle!」はMaïa Barouh（マイア・バルー）のコンピレーション・アルバム『KUSAMAKURA』(2007) に収録されている。

#### ミニアルバム
Dandysme !  (2011/6/25) 現在CD廃盤、配信のみ
1. Zoun-doko Bushi
2. Samouraï Dandy
3. Mademoiseeelle 2011
4. Yokozuna - The King Of Sumotori
5. Samourai Dandy (English Version)

「Zoun-Doko Bushi（レ・ロマネスクのズンドコ節）」は、『ズンドコ節』のメロディにのせて、ガイジンから見たパリ生活のイヤなところを皮肉ったもので、この曲で『La France a un incroyable talent』に出演し、その動画がフランス国内YouTube再生回数1位になった（現在動画は削除されている）。

### 日本

#### シングル・マキシシングル
- Disco MATCHA! (2013/1/7) 配信のみ。
- 伝わレレレ (2013/7/10) NHK Eテレ「お伝と伝じろう」（おつたとでんじろう）主題歌。配信のみ。
- Un Grain De Riz (2014/6/8) 配信のみ。
- 祝っていた/蚊～～～/津の女（2014/10/14）マキシシングル
- ジュテームのコリーダ /魔の宅配便女/ファンのテーマ （2015/6/7）CD付きファンブック『ジュテームのコリーダ』に収録。
- ムッシュアッシュ (2015/8/8) ムッシュアッシュ（TOBIソロ）としてリリース。広島ホームテレビ『ぽるフェス2015』のテーマソングとイメージキャラクターを務める。
- ほぼ日カレンダーのテーマ～君に寄り添う7DAYS~（2015/9/2）ほぼ日ホワイトボードカレンダー2016応援ソング。 配信のみ。
- 裏ガール /飴と飴 /KASOCHI （2016/5/5）マキシシングル
- TiQNoKO (2016/4/14) 日本国際ボランティアセンターとのコラボレーション。『レ・ロマネスクとTiQNoKoコーラス隊（カンボジア編）』としてリリース。
- トゥーマッチ売りの少女 /ぼくの太陽の塔 /拙者サムライダンディー （2016/10/22） マキシシングル
- いちゃんだビーチでアガッ (2017/12/31) 沖縄方言の歌詞で楽曲制作をするというラジオ番組の企画から始まり、ディアマンテスがアレンジを担当。配信のみ[85]。
- 長者ヶ浜潮騒はまなす公園前の別れ (2018/5/25) 日本一短い駅名を題材にした「津の女」のセルフアンサーソングとして日本一長い駅名の長者ヶ浜潮騒はまなす公園前を題材にしている[注釈 48]。レ・ロマネスク 初のハイレゾシングル（レコチョク）。配信のみ。
- 石川Jimmy (2018/8/18) 石川県おもてなし向上Projectおもてなし研究所のCMソング。配信のみ。
- POY（ポーイ）の季節 (2019/5/18) MIYAの初ソロ曲。アルバム『レ・ロマボリューション』より先行シングルカット。配信のみ。
- アゲインをもう一度 (2020/3/14) 配信のみ。
- 鬼は鬼 外は外 私は私 (2021/2/2) 配信のみ。
- なまからやんどーだからよー (2021/5/10) 配信のみ。「いちゃんだビーチでアガッ」に続く沖縄方言の歌詞で楽曲制作をするというラジオ番組企画の第二弾。
- なんなん､とかとか､なーるなる (2021/11/17) 配信のみ。NHK Eテレ「おかあさんといっしょ」の2021年10月の歌（作詞作曲：レ・ロマネスクTOBI）のセルフカバー[86][注釈 49]。
- らいふいずトリドリ音頭（2023/4/25)[87]
- こんなときに限って（2023/12/25）
- サンヴァイルプゥスグゥインギスゴゲルアフゥイルンドロブゥスサンティシリヨゴゴゴーッホの出会い（2024/12/24）
- ガレット・デ・ロワ (2025/6/24)[88]

主にiTunes Store、Amazon、レコチョク、moraにて配信。

#### アルバム
レ・ロマテラピー  (2017/10/14)
1. ジャメヴュの世界[注釈 50]
2. 祝っていた
3. ジュテームのコリーダ
4. 飴と飴
5. カネドヴ
6. シキシキスキーI［中1数学: 等式の性質より］
7. KASOCHI
8. 魔の宅配便女
9. 一粒の米
10. 拙者サムライダンディー
11. ムッシュアッシュ
12. シキシキスキーII［中3数学: 乗法公式より］
13. 伝わレレレ
14. チキュウノコ
15. ディスコ抹茶
16. YOKOZUNA 2020
17. MIYAのわくわくショッピング（CDのみのボーナストラック）

レ・ロマボリューション  (2019/7/14)
1. レレレ革命[注釈 51]
2. いちゃんだビーチでアガッ
3. 津の女 ［ALBUM MIX］
4. 長者ヶ浜潮騒はまなす公園前の別れ
5. 裏ガール
6. 3月4日
7. 蚊～～～
8. 老女優の回転木馬
9. HI.DO.I.ME.
10. トゥーマッチ売りの少女
11. POYの季節
12. ヒゲと風船
13. 石川Jimmy
14. 君に寄り添う7DAYS
15. カムバックの湖[注釈 52]
16. Zoun-Doko Bushi［ズンドコ節］
17. ファンのテーマ（CDのみのボーナストラック）

レ・ロマネスク結成20周年記念リサイタル（LIVE at 築地本願寺和田堀廟所, 東京, 2020） (2021/5/3)
1. ジャメヴュの世界 (Band Ver.) [LIVE at 築地本願寺和田堀廟所, 東京, 2020]
2. 一粒の米 (Band Ver.) [LIVE at 築地本願寺和田堀廟所, 東京, 2020]
3. 津の女 (Band Ver.) [LIVE at 築地本願寺和田堀廟所, 東京, 2020]
4. 長者ヶ浜潮騒はまなす公園前の別れ (Band Ver.) [LIVE at 築地本願寺和田堀廟所, 東京, 2020]
5. 拙者サムライダンディー (Band Ver.) [LIVE at 築地本願寺和田堀廟所, 東京, 2020]
6. 石川Jimmy (Band Ver.) [LIVE at 築地本願寺和田堀廟所, 東京, 2020]
7. 伝わレレレ (Band Ver.) [LIVE at 築地本願寺和田堀廟所, 東京, 2020]
8. ぼくの太陽の塔 (Band Ver.) [LIVE at 築地本願寺和田堀廟所, 東京, 2020]
9. POYの季節 (Band Ver.) [LIVE at 築地本願寺和田堀廟所, 東京, 2020]
10. 老女優の回転木馬 (Band Ver.) [LIVE at 築地本願寺和田堀廟所, 東京, 2020]
11. アゲインをもう一度 (Band Ver.) [LIVE at 築地本願寺和田堀廟所, 東京, 2020]
12. ジュテームのコリーダ (Band Ver.) [LIVE at 築地本願寺和田堀廟所, 東京, 2020]
13. チキュウノコ (Band Ver.) [LIVE at 築地本願寺和田堀廟所, 東京, 2020]
14. Zoun-Doko Bushi (Band Ver.) [LIVE at 築地本願寺和田堀廟所, 東京, 2020]
15. 祝っていた (Band Ver.) [LIVE at 築地本願寺和田堀廟所, 東京, 2020]
16. YOKOZUNA 2020 (Band Ver.) [LIVE at 築地本願寺和田堀廟所, 東京, 2020]

発見トレビアン!～とてもいい、自由研究のヒント～(2022/7/20)キングレコード/規格品番：KICG-740
1. ぴかーん！～あたまの準備たいそう
2. セロトニンニン、ドーパミンミン ～やる気を出すためにはたらく脳内物質[注釈 54]
3. どっちだ恐竜～泳ぐ恐竜/走る恐竜/飛ぶ恐竜[注釈 55][注釈 56]
4. とてもいい歌～世界のことばで「とてもいい」
5. せみダンダン～せみの鳴き声くらべ
6. 身マモーレ～危険生物から身を守る[注釈 57]
7. まゆげのやくわり～眉毛は何のためにあるの？
8. おつカレーさま～カレーライスの具材はどこから来た
9. 大三角は何三角～夏や冬の大三角はどんな三角形？
10. 空飛ぶしりとり～お題「空を飛ぶもの」しりとり
11. 解説唱歌「夏は来ぬ」～歌詞の現代語訳 解説付き[注釈 58]
12. トヨタモビリティ富山Gスクエア五福前(五福末広町)駅の別れ～日本一長い駅名
13. 伝わレレレ’22 – NHK Eテレ『お伝と伝じろう』主題歌–～ピアノ黒鍵だけで弾ける曲
14. むしシャララン～秋の虫の鳴き声くらべ
15. せかいのありがとう～世界のことばで「ありがとう」[注釈 59]

レ･ロマジックアワー（2025/8/8)
1. セボンセボントレボン
2. ガレット･デ･ロワ (王たちのケーキ)
3. 鬼は鬼 外は外 私は私
4. サンヴァイルプゥスグゥインギスゴゲルアフゥイルンドロブゥスサンティシリヨゴゴゴーッホの出会い
5. 君がちょっと好き
6. こんなときに限って
7. なまからやんどーだからよー
8. ボタタナ
9. ぼくの太陽の塔
10. なんなん､とかとか､なーるなる[86]
11. らいふいずトリドリ音頭[87]
12. アゲインをもう一度
13. コードネームはMIYA（CDのみのボーナストラック）

## ライブの特徴
- 音源化されていない曲が多いのでそれらが聴くことができるのがレ・ロマネスクのライブの魅力の一つ。
- ほとんどの曲に振り付けがあるので曲に合わせて一緒にダンスをする観客が多い。MIYAを真似てポンポンを持参する観客もいる。
- 通常は夏に全国ツアーを行う、主に東京・大阪もしくは京都（他に広島・金沢・沖縄などが入ることがある）。それ以外のライブやイベントなどの出演もある。（フランスから帰国後の活動拠点は東京）
- レ・ロマネスクのワンマンライブのことをに2011年から2014年は「愛の劇場」、2015年は「コンサート」、2016年からは「リサイタル」、2024年の間のライブのみ『CHANTEZ！』という名称で行われていた。
- ライブ中は撮影禁止。ワンマン・対バンありでも同様である。しかし、ライブ後半に『写真撮影タイム』というコーナーがある。このコーナー内に撮影したものはSNS投稿可（動画は撮影禁止）。ライブを見ている客がレ・ロマネスクを撮影してライブ風景をSNSで拡散するためのコーナー。ただし、対バンや会場の状況により『写真撮影タイム』が行われないことも稀にある。（配信ライブの場合については2020年3月25日に行われた第0回配信ライブでは全編においてスクショをSNSに投稿可であった。しかし動画（キャプチャー）は撮影は不可とされた）

## サポートメンバー
主なメンバーは
- 中西俊博：ヴァイオリン
- 鶴来正基：ピアノ
- yoshie*：ドラム
- KC：シンセ、DJ ほか
- 渡邊恭一：テナーサックス＆クラリネット
- 寺尾陽介：ウッドベース＆エレキベース
- 奥野武範（ほぼ日編集者）：ギター[91]

過去のサポートメンバー
- 吉森信：ピアノ
- 板谷直樹：ベース
- 大西まみ：シンセベース
- 倉富義隆：サックス＆フルート[注釈 61]